# DeTeCSM
Die Firma Deutsche Telekom ComputerService Magdeburg GmbH (DeTeCSM) war das erste privatrechtliche Rechenzentrum der Deutschen Telekom. Sie ging 2001 in T-Systems auf. 

## Firmengeschichte bis 1998
DeTeCSM wurde 1966 als VEB Maschinelles Rechnen Magdeburg gegründet, der 1974 auf Betreiben der damaligen DDR-Regierung, wie auch in den anderen Bezirkshauptstädten der gesamten Republik, mit dem Rechenzentren für Binnenhandel in Magdeburg zum  Datenverarbeitungszentrum (DVZ) verschmolzen wurde und seither als Datenverarbeitungszentrum Magdeburg firmierte – eines von 15 Dienstleistungsrechenzentren in der DDR. Dieser Betrieb wurde mit seinen drei Betriebsteilen, einschließlich der Berufsschule in Hüttenrode und seinen annähernd 1.000 Beschäftigten, zu einem der größten Rechenzentren der DDR. Mit seiner Leitfunktion in der technischen Entwicklung bestimmte er maßgeblich die VVB Maschinelles Rechnen, die später zum Kombinat Datenverarbeitung umgewandelt wurde. Auf einer Entwicklung aus Magdeburg basierte zum Beispiel die Telefon-Auskunft der Deutschen Post der DDR, deren Datenbanken im DVZ betrieben wurden.
Mit der Privatisierung der ostdeutschen Betriebe nach 1990 begann das Unternehmen, sich als regionaler Dienstleister für Datenverarbeitung zu etablieren. Damit verbunden war ein Personalrückgang von 980 auf 220 Mitarbeiter. 1992 erwarb die Deutsche Telekom das Unternehmen und baute es mit umfangreichen Investitionen zu einem strategischen Rechenzentrum für Ostdeutschland aus. Als Outsourcing-Anbieter gewann DeTeCSM außerdem neue Kunden vor allem aus den Branchen Industrie, Bau, Energieversorgung und aus dem öffentlichen Dienst. Die Mitarbeiterzahl stieg auf 470 (1996), der Umsatz von 32 Mio. DM (1992) auf 200 Mio. DM (1996). In Sankt Petersburg, Darmstadt, Brandenburg/H., Bad Oldesloe und Plauen entstanden Service-Standorte oder Niederlassungen. 
Als regional verankertes und sozial engagiertes Unternehmen begründete DeTeCSM 1994 den Bürgerpreis „Mehr als fair – engagiert für Magdeburg“, der mehrere Jahre zusammen mit der Deutschen Olympischen Gesellschaft und regionalen Medien vergeben wurde. Außerdem war das Unternehmen 1995 Mit-Initiator des jährlichen New-Orleans-Jazzfestivals.

## Umfirmierung
1998 fasste die Deutsche Telekom DeTeCSM mit Rechenzentren aus Bamberg, Bielefeld, Göppingen, Krefeld, Kiel und weiteren IT-Strukturen zusammen. Unter der Bezeichnung Deutsche Telekom Computer Service Management GmbH und mit neuem Firmensitz in Darmstadt stieg die Mitarbeiterzahl auf 4000.
Ab 1. April 2001 firmierte die Deutsche Telekom Computer Service Management GmbH (Amtsgericht Darmstadt HRB 7016) dann als T-Systems CSM GmbH und später ab 1. April 2003 als T-Systems CDS GmbH.
Mit wirtschaftlicher Wirkung ab 1. Januar 2004 (Handelsregistereintrag am 27. Oktober 2004) wurde die T-Systems CDS GmbH auf die T-Systems International GmbH (Amtsgericht Frankfurt am Main HRB 55933) verschmolzen und erlosch damit.